# Cvetković–Maček-avtalet
| Banatet Sava. |  | Banatatet Primorje (Kustlandet). |
| Banatet Sava. |  | Banatatet Primorje (Kustlandet). |

Cvetković–Maček-avtalet (kroatiska: Sporazum Cvetković-Maček, serbiska: Споразум Цветковић-Мачек/Sporazum Cvetković-Maček) var en politisk överenskommelse som slöts den 26 augusti 1939 mellan Jugoslaviens premiärminister Dragiša Cvetković och Vladko Maček, ledare för Kroatiska bondepartiet. Avtalet innebar en omdaning av Jugoslaviens dåvarande administrativa indelning då banaten Sava (Banovina Sava) och Primorje (Banovina Primorje) slogs ihop till en enhet, banatet Kroatien. Syftet var att skapa en administrativ enhet inom Jugoslavien med en kroatisk befolkningsmajoritet och därmed stävja de krafter som förespråkade kroatiskt självstyre. Till skillnad från Jugoslaviens övriga banat fick det nya banatet Kroatien delvis autonomi med ett eget parlament. 